# Pokolj u Ahmićima
Pokolj u Ahmićima bio je ratni zločin koji su počinili pojedinci iz 4. bojne vojne policije Hrvatskog vijeća obrane i jedinice “Jokeri” protiv muslimanskih civila i vojnika tijekom bošnjačko-hrvatskog sukoba 16. travnja 1993. u selu Ahmićima u Središnjoj Bosni. U selu je tada živjelo oko 800 Bošnjaka. Točan broj ubijenih osoba nije poznat, a izvješćuje se o broju od 72 do 104 uglavnom civila starosti od tri mjeseca do osamdeset i jedne godine. Srušeno je više od 150 kuća i staja i minirane su dvije džamije. To je bio najveći pojedinačni pokolj tijekom sukoba između bosanskohercegovačkih Hrvata i Bošnjaka.
Međunarodni sud za ratne zločine počinjene na području bivše Jugoslavije presudio je da su ubojstva u Ahmićima bila zločin protiv čovječnosti, a jedan od zapovjednika akcije, u to vrijeme potpredsjednik HDZ-a BiH Dario Kordić, osuđen je na 25 godina zatvora. Pokolj su otkrile mirovne snage UN-a sastavljene od britanske vojske pod zapovjedništvom pukovnika Boba Stewarta.

## Napad
Dana 3. travnja 1993. hrvatsko vodstvo sastalo se u Mostaru i raspravljalo o mirovnom planu Vancea i Owena. Sukladno sporazumu, prema uputi ministra obrane BiH, odlučeno je da će se provesti stavljanje svih oružanih snaga (i Armije BiH i HVO-a) na području "hrvatskih provincija" (provincije 3, 8 i 10) pod zapovjedništvo HVO-a, kao i stavljanje svih oružanih snaga (i Armije BiH i HVO-a) na području "muslimanskih provincija" pod zapovjedništvo Armije BiH. Bošnjaci nisu pristali provesti odluku. U travnju je Armija BiH planirala poduzeti novu ofenzivu. Plan je bio presjeći prometnicu Vitez – Busovača i tako HVO smjesti u džepove iz kojih se neće moći dugo opirati.  
U petak 16. travnja, u 5:30 ujutro, došlo je do istodobnih sukoba između HVO-a i Armije BiH u naseljima Vitez, Stari Vitez, Ahmići, Nadioci, Šantici, Pirići, Novaci, Putiš i Donja Večeriska. Tog jutra vozila HVO-a blokirala su glavne ceste, a napad na Ahmiće je započeo s tri strane kako bi se stanovništvo u bijegu usmjerilo prema jugu gdje su vojnici čekali i pucali na ljude. Male skupine od oko pet do deset vojnika išle su od kuće do kuće, palili ih te ubijali ili tjerali mještane. Bio je to dio spirale zla i osvete na osvetu gdje su obje vojske svirepo ubijale i terorizirale civilno stanovništvo. Na kraju, Ahmići su teško razoreni. Ubijeno je 116 osoba, od čega su 32 bili žene, a 11 djeca mlađa od 18 godina. Dvije lokalne džamije uništene su eksplozivima.
Za vrijeme žalbenog postupka pred vijećem ICTY-ja u Haagu kada je generalu HVO-a Tihomiru Blaškiću znatno smanjena prvotna kazna, utvrđeno je da su Ahmići sami po sebi bili legitiman vojni cilj jer su se tamo nalazile postrojbe Armije BiH, ali i da je postojala dvostruka linija zapovijedanja i da je odluka o počinjenju zločina donesena Blaškiću iza leđa, u Busovači u kući Darija Kordića koji je preko lokalnog časnika SIS-a Paške Ljubičića imao efektivnu kontrolu nad jedinicom Jockeri.
Prema Centru za ljudska prava u Zenici, od 200 bošnjačkih kuća, spaljeno je njih 180.
Počinitelji su bili pripadnici sljedećih postrojbi: Anti-teroristička bojna Vojne Policije HVO-a "Jokeri", Viteška brigada HVO-a, PPN Vitezovi te brigada "Nikola Šubić Zrinski".

## Suđenja
Nakon događaja, hrvatski politički vrh pokušao je zataškati cijeli slučaj ili okriviti drugu stranu u ratu u Bosni. Dario Kordić i Tihomir Blaškić su osporavali da je HVO imao ikakve veze s Ahmićima. Bivši hrvatski predsjednik Stjepan Mesić otkrio je tisuće dokumenata i audio vrpci o planu Franje Tuđmana za napad na pojedine lokacije u Bosni protiv Bošnjaka.
Tijekom suđenja u Haagu saslušane su izjave nekoliko svjedoka. Svjedok B je u početnom otvorenom dijelu svjedočenja ispričao kako je u njegovu kuću 16. travnja 1993. godine ušao vojnik koji je izveo svjedokova brata na balkon odakle su se zatim čula tri ili četiri pucnja. "Taj vojnik je zatim izveo na balkon mene i majku i naredio nam da skočimo", nastavio je svjedok, napominjući da su vojnici oko njegove kuće bili u maskirnim uniformama, jedan je imao crnu maramu oko glave, a jedan drugi je bio namazan po licu. Svjedokinja D govorila je kako su u razdoblju između prvog oružanog incidenta u Ahmićima u listopadu 1992. godine i napada 16. travnja 1993. godine odnosi između Hrvata i Bošnjaka u Ahmićima bili pogoršani."Incidenti su bili gotovo svakodnevni, oni (Hrvati) su nas vrijeđali i provocirali", ustvrdila je, napominjući kako su prije tog razdoblja međunacionalni odnosi bili dobri.
Dana 6. rujna 2000., na konferenciji za novinare Policijske uprave zadarske, glasnogovornik Ivan Bilić službeno je potvrdio da su Ante Slišković, bivši načelnik SIS-a u Kiseljaku, i Tomislav Vlajić, Sliškovićev pomoćnik, uhićeni u ponedjeljak navečer na području Republike Hrvatske. Obojica su državljani Hrvatske, a njihova imena povezuju se sa zločinima u Ahmićima. Premijer Ivica Račan ocijenio je da uhićenjem dvojice osumnjičenika za ratni zločin u Ahmićima hrvatska država dokazuje da u njoj više nijedan zločinac neće moći živjeti mirno i slobodno.
Međunarodni sud za ratne zločine počinjene na području bivše Jugoslavije osudio je Kordića na 25 godina zatvora te je definirao te događaje kao kratkotrajni međunarodni sukob Hrvatske i Bosne i Hercegovine. Presuda Međunarodnog suda bila je sljedeća:
Zoran Kupreškić, Mirjan Kupreškić i Vlatko Kupreškić bili su prvostupanjskom presudom osuđeni na zatvorske kazne od 6 do 10 godina zbog navodnog sudjelovanja u napadu, no tek pravomoćnom presudom su 2001. oslobođeni svake krivnje, nakon više od 4 godine nevino provedenih u pritvoru. Drago Josipović dobio je 12, a Vladimir Šantić 18 godina zatvora. Dragan Papić oslobođen je krivnje.

## Isprika hrvatskog predsjednika Josipovića
Dana 15. travnja 2010. novoizabrani se predsjednik Hrvatske Ivo Josipović u pratnji vrhbosanskog nadbiskupa kardinala Vinka Puljića i poglavara Islamske zajednice u BiH reis-ul-uleme Mustafe Cerića poklonio bošnjačkim žrtvama hrvatskih zločina u Ahmićima, a zatim i hrvatskim žrtvama bošnjačkih zločina u Križančevu Selu. U Ahmićima je položio vijenac na kojem je pisalo 'Nevinim žrtvama, predsjednik Republike'. Događaj su pratili svjetski mediji. Josipović je novinarima izjavio: 
"Svi smo se ovdje ujedinili u želji da se oda počast žrtvama, da se sjetimo žrtava i kažemo nikad više... ovdje su narodi jako puno propatili i zaslužuju bolju budućnost“.
Reis Cerić kazao je pak kako se osobnim primjerom postiže puno više nego riječima: "Ovo je danas jedan od tih dana u BiH, kad smo se osobnim primjerom zauzeli za povjerenje i vraćanje povjerenja među ljudima, a okupili smo se na poziv predsjednika Josipovića", kazao je Cerić. Pritom je podsjetio koliko su Ahmići i Križančevo Selo bolni za Bošnjake, odnosno Hrvate. 'Želimo na ovaj način zatvoriti jednu ružnu stranicu u našim odnosima i otvoriti novu".
Mnogi su tu gestu proglasili velikim korakom pomirbe.

## Poveznice
- Bošnjačko-hrvatski sukob
- Bošnjačko-hrvatski sukob: Dolina Lašve
- Pokolj u Stupnom Dolu
- Pokolj u Trusini
- Pokolj u Grabovici
- Etničko čišćenje u Lašvanskoj dolini
- Ratnici, britanski TV film iz 1999. koji spominje Bošnjačko-hrvatski sukob[21]